# عضلة مبعدة لإبهام القدم

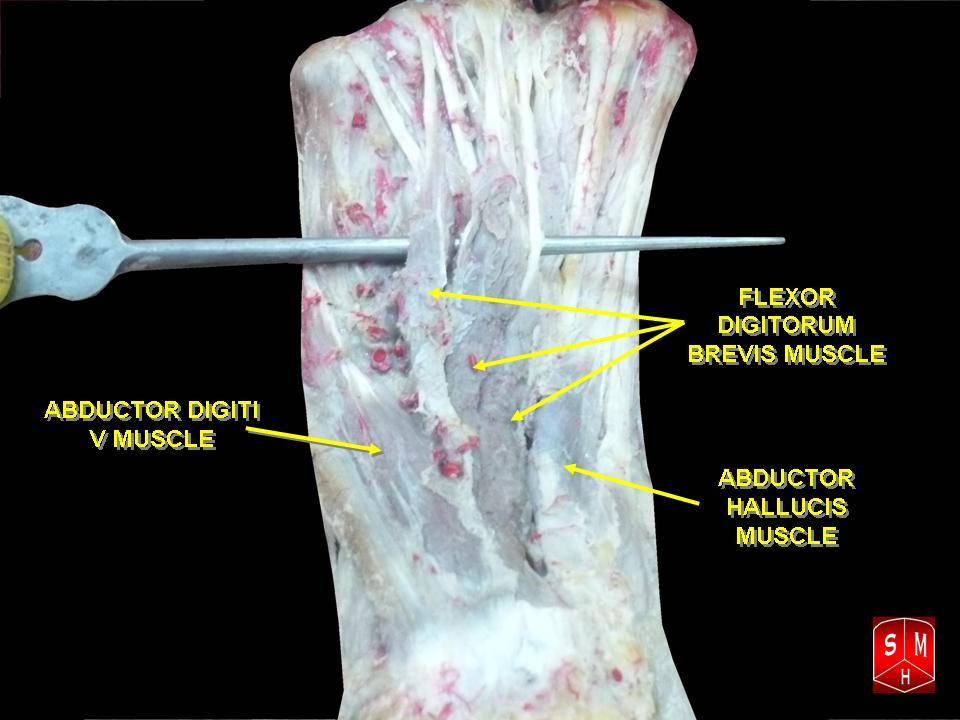
العَضَلَةُ المُبَعَِدَة لإِبهامِ القَدم(Abductor Hallucis Muscle)

العَضَلَةُ المُبَعَِدَة لإِبهامِ القَدم  (بالإنجليزية: Abductor Hallucis Muscle )، هي عضلة من عَضلات الطَرف السُفلي لِجسم الإنسان.

## المَنشأ
تَنشأ العَضلة من الحُديبة الوُسطى (الإِنْسِيّة) لِعظم العَقِب.

## المَغرس
تَنغرس هذه العَضلة في الجُزء الأوسط لِقاعدة السَلامية القَريبة لِإصبع القَدم الكَبير.

## العَصب
يَتصل بِها العَصَب الأَخمَصِي الإِنسِي.

## الحَركة
تَعمل بِشكل أَساسي على إبعاد إصبع القَدم الكَبيرة.

## المَراجع
1. Lower Limb Anatomy Part IIB, Alexandria University Faculty of Medicine,1st year, page.89